# Bruno Braquehais
Pour les articles homonymes, voir Braquehais.
Auguste Bruno Braquehais, né le 18 janvier 1823 à Dieppe en Seine-Maritime et mort le 13 février 1875 à La Celle-Saint-Cloud en Île-de-France, est un photographe français sourd. Il est connu pour son travail durant la Commune de Paris en 1871.

## Biographie

### Jeunesse
Bruno Braquehais naît le 18 janvier 1823. Sourd de naissance, il est envoyé à l’Institut royal des Sourds-Muets (actuellement Institut National de Jeunes Sourds de Paris) à Paris pour étudier et apprendre le métier de lithographe. Après avoir été lithographe à Caen, il s'installe comme photographe à Paris en 1850.

### Carrière
Avec sa femme Laure Mathilde Gouin, peintre miniaturiste et coloriste de photographies, fille du photographe Alexis Gouin spécialisé dans le nu artistique, Bruno Braquehais reprend le studio de son beau-père ,.
Il réalise principalement des portraits et des nus féminins, au collodion humide et en daguerréotype, souvent en stéréoscopie et colorisés par son épouse. Comme celles de Julien Vallou de Villeneuve, ses grandes séries de nus académiques permettent à des peintres d'éviter de payer des modèles. Sa production sera remarquée à l’Exposition universelle de 1867 à Paris où il obtient une mention honorable.

### Photographe de la Commune de Paris
Pendant la Commune de Paris, Bruno Braquehais se lance de sa propre initiative dans un travail de « photoreportage »,. Sa production, d'environ 150 clichés (dont 109 sont connus aujourd'hui), sur le premier événement majeur en France à recevoir une couverture photographique, est considérée comme un exemple précoce de photojournalisme,,, valant à son auteur le titre de « premier photoreporter de l'histoire de France », ou de « premier photojournaliste français ».
Alors que les grands photographes de l’époque, comme Nadar, restent pratiquement introuvables, d'autres vont occuper le marché lucratif des reproductions de monuments incendiés ou abattus. Il est alors impossible de publier des photos directement dans la presse. En revanche, Braquehais va sortir, en dépit des difficultés matérielles dues au besoin de lumière et de longues poses des sujets statiques, tout son matériel pour aller photographier les acteurs de la commune de Paris : il réalise des portraits de fédérés posant fièrement devant leurs barricades ainsi que des troupes versaillaises pendant la Semaine sanglante. Il photographie également la chute de la colonne Vendôme. Ses clichés de la Commune constituent une œuvre originale faisant de lui le photographe de l'insurrection, pour laquelle il avait probablement des sympathies, ainsi qu'un précurseur du photojournalisme. Il ne vend aucun de ses clichés, et c'est gratuitement qu’il photographie les communards qui posent avec fierté devant son appareil.
Après les événements de la Commune, Bruno Braquehais fait faillite en 1873. Enfermé treize mois à la prison de Mazas pour abus de confiance, il décède peu après sa libération le 13 février 1875, dans sa maison de campagne de La Celle-Saint-Cloud à l’âge de 52 ans.
Longtemps oublié, son travail est redécouvert en 1971, à l’occasion des commémorations du centenaire de la Commune.

## Galerie

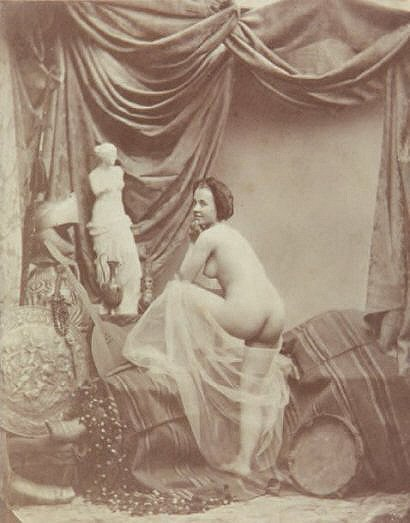
Étude de nu.
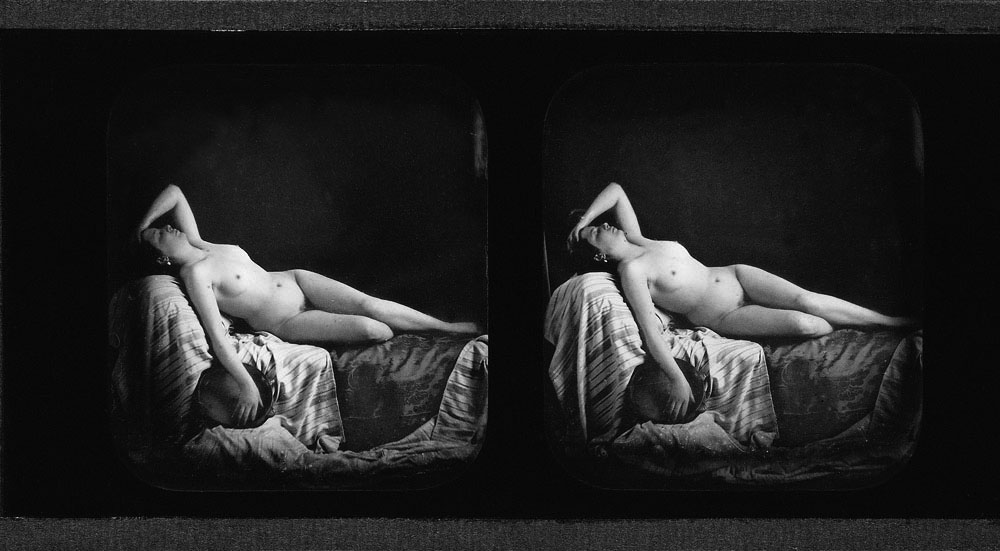
Nu féminin, stéréotype (1856-1858).
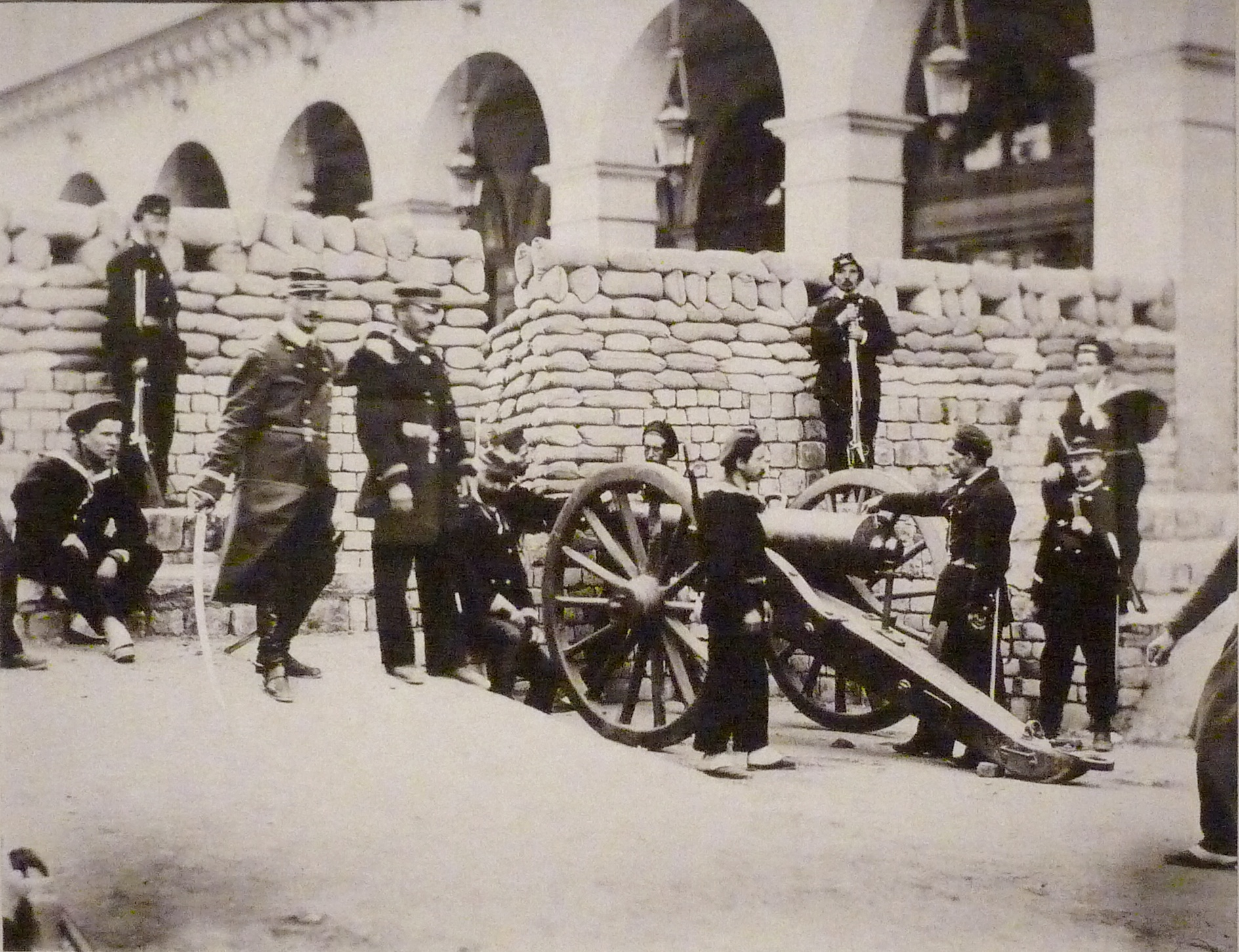
Commune de Paris, barricade de la rue de Castiglione.
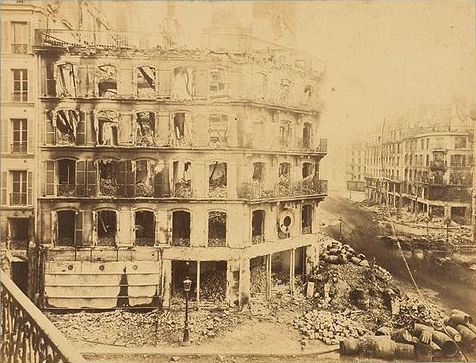
Angle de la rue Saint-Martin et de la rue de Rivoli.
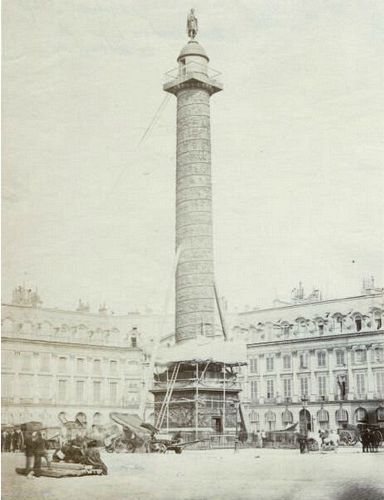
La colonne Vendôme avant sa chute.
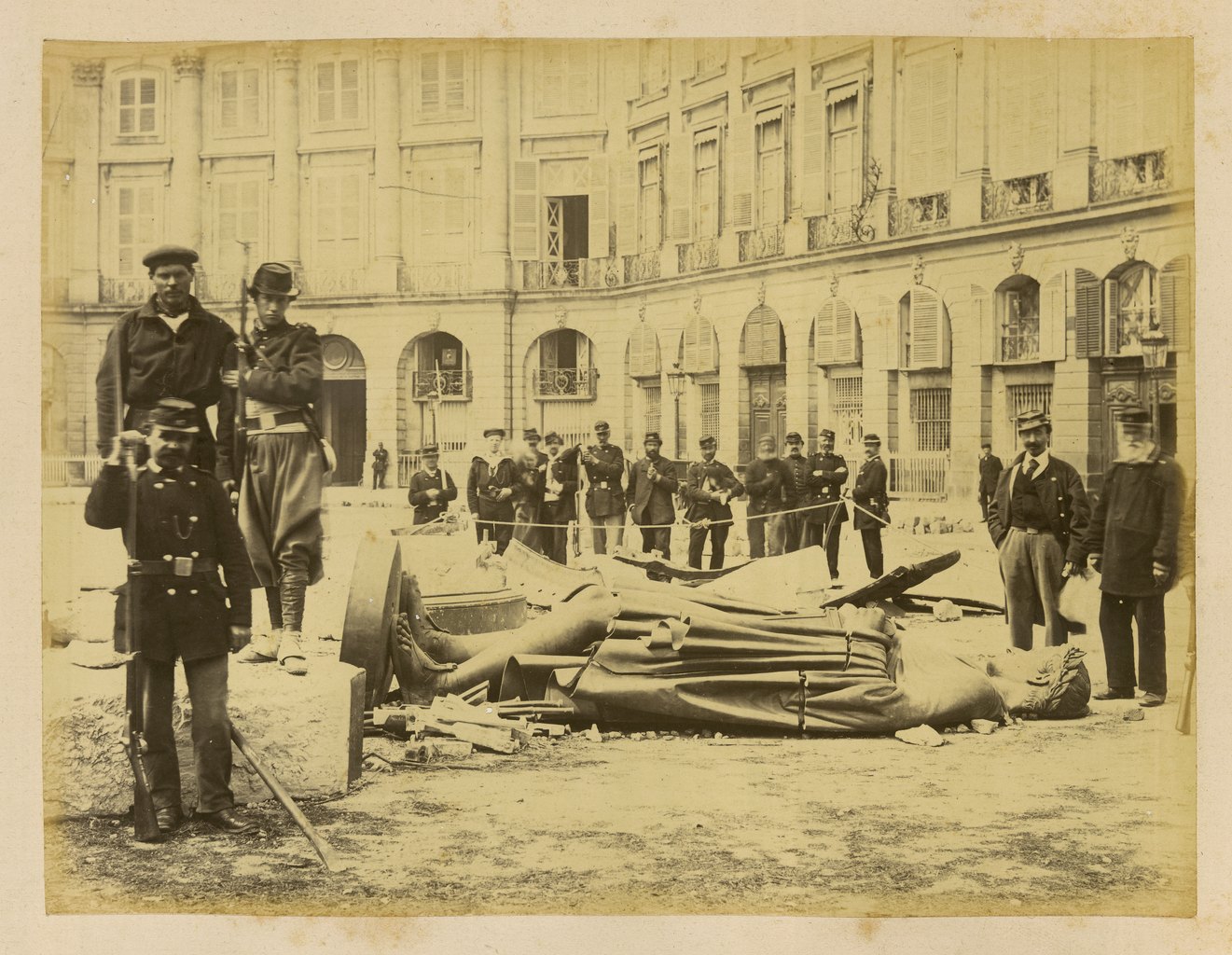
Statue de Napoléon Ier après la chute de la colonne Vendôme.
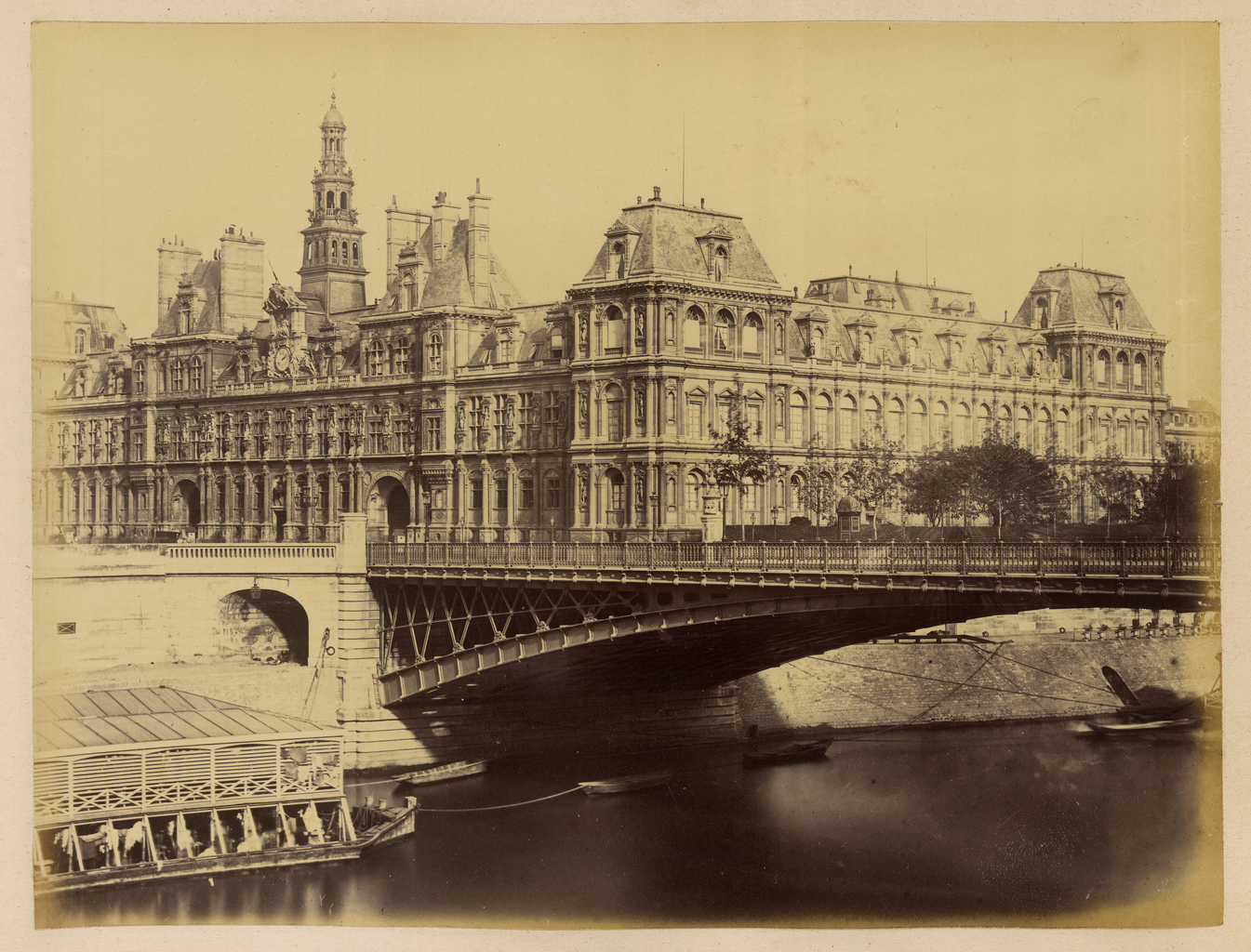
L'hôtel de ville de Paris avant l'incendie (en 1870 ou avant le 23 mai 1871).

### Documentation
- Odile Morain, Il a photographié la Commune de Paris : Bruno Braquehais premier photo-reporter de l'Histoire de France (17 avril 2018)